# Akoin
Akoin eller acoin (2-(4-etoxifenyl)-1,3-bis(4-metoxifenyl)guanidin, summaformel C23H25N3O3 ) är ett lokalbedövningsmedel. Det utgörs av ett vitt, luktlöst kristallpulver (används vanligen i sin hydrokloridform), lösligt i vatten, lättare i sprit. Det har förr använts för injektioner, ibland tillsammans med kokain och adrenalin, för lokalbedövning vid operationer. Akoin är mindre giftigt än kokain, verkar snabbare och långvarigare, i stark lösning etsande.